# Буква
Буква (лат. Fagus) је род листопадног дрвећа који садржи око десет врста високог, листопадног дрвећа. Природна станишта врста из рода букви налазе се у Европи, Азији и Северној Америци.
На основу бројних таксономских проучавања, вршених током 19. и 20. века од стране бројних домаћих и страних стручњака и научника, установљено је да на територији Србије доминира посебна врста, балканска односно мезијска буква (Fagus moesiaca (Domin, Maly) Czecz.). Поред ње јављају се, али са мањом заступљеношћу, европска буква (Fagus sylvatica L.) и кавкаска буква.

## Таксономија
Најновији системи класификације овог рода препознају 10 до 13 врста у два различита подрода, Engleriana и Fagus. Подрод Engleriana се налази само у источној Азији, и значајно се разликује од подрода Fagus по томе што су ове букве стабла са ниским гранама, често састављена од неколико великих стабала са жућкастом кором. Даље карактеристике које се разликују укључују беличасто цветање на доњој страни листова, видљиве терцијарне вене листа и дугу, глатку петељку. Предложен од стране ботаничара Чунг-Фу Шена 1992. године, F. japonica, F. engleriana, и F. okamotoi чине овај подрод.
Познатије букве подрода Fagus су високо разгранате са високим, дебелим стаблима и глатком сребрно-сивом кором. У ову групу спадају F. sylvatica, F. grandifolia, F. crenata, F. lucida, F. longipetiolata, и F. hayatae. Класификација европске букве, F. sylvatica, је сложена, са низом различитих имена предложених за различите врсте и подврсте унутар овог региона (на пример F. taurica, F. orientalis, и F. moesica). Истраживања сугеришу да су се букве у Евроазији разликовале прилично касно у еволуционој историји, током миоцена. Популације у овој области представљају низ морфотипова који се често преклапају, а генетска анализа не подржава јасно одвојене врсте.
Fagus је најосновнија група у еволуцији породице CecidomyiidaeFagaceae, која такође укључује храстове и кестене.

## Изглед
Европска буква (Fagus sylvatica) се најчешће гаји, иако се види неколико важних разлика између врста осим детаљних елемената као што је облик листа. Листови буковог дрвећа су цели или ретко назубљени, дужине од 5—15 cm (2,0—5,9 in) и ширине 4—10 cm (1,6—3,9 in). Букве су једнодомне, носе мушке и женске цветове на истој биљци. Мали цветови су једнополни, женски цветови настају у пару, мушки цветови су у облику цвасти за опрашивање ветром. Они се производе у пролеће убрзо након појаве нових листова.
Кора је глатка и светлосива. Плод је мали, оштро троугаони орах, дугачак 10—15 mm (0,39—0,59 in), који се носе појединачно или у паровима у љусци са меким бодљама дужине 1,5—2,5 cm (0,59—0,98 in), познате као купуле. Љуска може да има разне додатке који су слични кичми до љуски, чији је карактер, поред облика листа, један од примарних начина на који се буква разликује. Орашасти плодови имају горак укус (мада ни приближно тако горак као жир) и висок садржај танина; ови се зову букови ораси.
Нарасте до 35 m. Дебљина дебла може бити и преко 1 m прсног промера. Круна је широко заобљена. Корен је у раним стадијумима раста само осовински, док касније израсту и бројни бочни коренови.
Кора стабла је светлосива (сребрнаста), танка и глатка, док касније добије смеђу обојеност и постане избраздана. Пупољци су 2 cm дуги, вретенасти, отклоњени од избојка под углом од 45°. Изданци су сиви су док касније не добију браон до црвенкасту боју, и ретко лентицелама. Срчика избојка је троугласта. Листови су елиптични, дуги 8 cm. Руб листа је таласаст и фино трепавичасто длакав. Распоред листова је спиралан. распоређени су на дршци. Лист је у младости богат витамином Ц. Цветови су једнополни у ресастим, главичастим цвастима и једнодоми. Мушки су у округлим ресама на дугој стапки, до 20, женски по два цвета у купули, која је обрасла кончастим љускама, и налазе се на кратким дршкама. Купула настаје разрастањем дршке цвасти.
За време цветања купула је мека, после отврдне и постане дрвенаста, а стипуле се претворе у дуге бодљике или љуске. Цвета после листања, у априлу или мају.
Мушки и женски цветови су на овогодишњим изданцима. У купули су два плода, који се зову буквице, смеђи су, троугласти, јестиви у нужди. Плод садржи од 1 семе. Дозревају у септембру или почетком октобра, а опадају после првих мразева у октобру или почетком новембра. У једном килограму има 3.600 до 6.800 буквица. Клијавост је краткотрајна, око 6 месеци, а износи просечно око 35%. Зрела купула пуца на 4 дела. Буквица има два месната, лепезаста котиледона. Први листови су наспрамни. Опрашивање ветром. Пуним уродом рађа сваке 7. до 12. године. Почиње да плодоноси у старости од 40 до 50 година.

## Порекло назива врсте
Назив рода Fagus води порекло од грчке речи fagein, што значи јестив, с обзиром да је плод, жир јестив.

## Ареал распрострањености
Буква расте у готово читавој Европи на нижим до високим надморским висинама. Обично гради букове шуме или са храстом мешовите. На Ртњу расте у подножју ове планине заједно са јелом, па гради мешовите шуме.

## Еколошка својства
Букове шуме долазе на свим матичним супстратима (базофилни, неутрофилни, ацидофилни). Засену подноси најбоље од свег листопадног дрвећа.
Поник је осетљивији на мраз и сунцожар.
Кора је танка, па је осетљива на нагло осветљење.
Добро се закорењује, корен се одлично прилагођава условима тла, отпорна је на ветрове. Тражи свеже тло. Ретко расте у низијама, а успева све до висине од 2000 метара. Може опстати око 300 година.
- Препознатљива глатка кора дебла
- Листови кавкаске букве
- Цветови европске букве
- Листови букве нападнути галама двокрилаца из породице

## Употреба и значај
Буква је пре свега дрво које се користи у грађевинарству и за израду намештаја; затим и као огревно дрво. До половине 19. века дрво букве сматрано је дрветом мањег квалитета у односу на дрво других врста дрвећа. Чак је буква сматрана и коровском врстом. Разлог томе лежи у тада довољним количинама других врста, као и у објективним недостацима буковог дрвета, какви су мала трајност у спољашњим условима и присуство лажне срчевине. Тек развојем технологије заштите дрвета (парење, импрегнирање) буково дрво постаје вредна сировина.
Плод букве, буквица или буков жир, је квалитетна храна за узгој свиња. Квалитетнија је од храстовог жира, јер садржи више масти а мање горких састојака, али је мање квалитетна од зрневља житарица. Као и жиром и буквицама се стока може хранити у шуми, или се оне могу сушити и на тај начин чувати за зиму или пролеће.
Буква заузима значајно место међу поборницима употребе самониклог јестивог биља у људској исхрани. Лист се може јести (кад је млад) у несташици друге хране, или као укусна и здрава салата. Буквице није добро јести сирове у већој количини, јер садрже алкалоид фагин. Печењем на температури већој од 100 °C, фагин се распада, па се печени плодови могу јести у неограниченој количини, попут плодова питомог кестена. Плод се такође може користити и као замена за кафу, или млевен, као додатак хлебном брашну. Из плода се може цедити јестиво уље, које је добро и у техници. Уље не садржи фагин, а од килограма плода добија се око пола килограма уља. У припреми хране дрво букве заузима посебно место, јер се сматра да је најбоље гориво за димљење меса и рибе. У ретким случајевима, при конзумирању веће количине, може доћи до тровања и смрти, јавља се мучнина, тремор мишића и ширење зеница.Уколико се конзумирају свежи плодови такође долази до мучнине и вртоглавице.
Букове шуме су, осим дрвета, значајан извор и остали производи шума, као што је лековито, зачинско и ароматично биље, шумски плодови и гљиве. Посебан значај имају воде у подручју букових шума. Посебан значај имају и заштитне функције букових шума. Њихова улога у заштити пољопривредног земљишта у брдско - планинском подручју немерљива је, а такође су значајне и заштита саобраћајница, здравствено - рекреативна и туристичка функција. Букове шуме имају велики значај и за ловство као привредну делатност. На стаништима букових шума живи значајан број дивљих животиња, међу којима је ловна дивљач веома разнолика. Географија за гајење дивљачи у овим шумама су повољни, како климатске прилике, тако и богатство вода и велика количина природне хране, нарочито у вегетационом периоду.

## Гљиве у шуми Букве
Букова шума је прави рај за гљиве и гљиваре јер дрво букве живи у заједници са многим врстама јестивих, лековитих, ароматичних, условно јестивих и отровних гљива. Неке од тих гљива јесу: Higrophorus cossus, Cortinarius praestans, Higrophorus poetarum, Boletus fechtneri, Boletus aereuus, Leccinum aurantiacum, Pleurotus ostreatus, Russula spp, Agaricus spp, Аmanita spp. и многе друге врсте гљива из групе вргања, пупавки, лисичара и дрвењача.

Детаљније о употреби букве на странама о мезијској букви, као типично нашој домаћој врсти и европској букви као врсти која се поред мезијске најчешће јавља на подручју Србије.
- Пресек дебла
- Младо лишће
- Отворене купуле са буквицама
- Лист
- Стабло
- Стабло
- Лист
- Шума букве
- Стабло